# Swachh Bharat Abhiyan
Swachh Bharat Abhiyan ou Clean India Mission est un programme indien visant à améliorer l'assainissement en Inde lancé en octobre 2014. L'un de ses objectifs est notamment de réduire la défécation en plein air par la construction de toilettes. Le programme vise l'arrêt total de la défécation en plein air pour octobre 2019. Le programme est cependant critiqué, car il inclut un grand nombre de constructions de latrines, qui restent des toilettes rudimentaires, qui nécessitent un nettoyage manuel. Le programme fait suite à un programme similaire nommé Nirmal Bharat Abhiyan. En 2014-15, 5,85 millions de toilettes ont été construites via ce programme, et en 2015-16, 12,7 millions d'autres toilettes ont été construites, en 2016-2017, c'est encore 21,9 millions de toilettes qui ont été rajoutées.